# Ambasador
Ambasador – szef misji dyplomatycznej pierwszej klasy, reprezentujący państwo wysyłające wobec władz innego państwa lub organizacji międzynarodowej.
Państwo może akredytować szefa misji w więcej niż jednym państwie, jednak tylko po poinformowaniu o tym państw przyjmujących. Wymogiem tego jest brak sprzeciwu ze strony państw przyjmujących. Stolica Apostolska nie zgadza się natomiast, aby akredytowany przy niej ambasador pełnił jednocześnie misję przy Republice Włoskiej. Istnieje także różnica w nazewnictwie szefa papieskiej misji dyplomatycznej, którego zwyczajowo nazywa się nuncjuszem.
W stosunkach dyplomatycznych między krajami Wspólnoty Narodów funkcję ambasadorów pełnią wysocy komisarze.
Istnieje również tytuł ambasadora ad personam (ambasador tytularny). Tytuł taki otrzymują z reguły osoby bardzo zasłużone dla służby dyplomatycznej swojego kraju i mogą go używać niezależnie od tego, czy w danej chwili pełnią funkcję ambasadora jako szefa misji dyplomatycznej.
Podczas nieobecności ambasadora lub niemożności tymczasowego pełnienia obowiązków zastępuje go osoba określana mianem Chargé d’affaires ad interim (a.i.).
Zwyczajowo do ambasadora obcego państwa zwraca się: Wasza Ekscelencjo. W stosunku do ambasadora własnego państwa użyje się w mowie formy panie ambasadorze/pani ambasador.